# یژی پیخلسکی
یژی پیخلسکی (لهستانی: Jerzy Pichelski؛ ۲۷ نوامبر ۱۹۰۳ – ۵ سپتامبر ۱۹۶۳) بازیگر اهل لهستان بود.
از فیلم‌ها یا برنامه‌های تلویزیونی که وی در آن نقش داشته‌است، می‌توان به شوالیه‌های تتونیک، سه قلب، لوتنا و بدشانسی اشاره کرد.